# Nationalpark Quirimbas

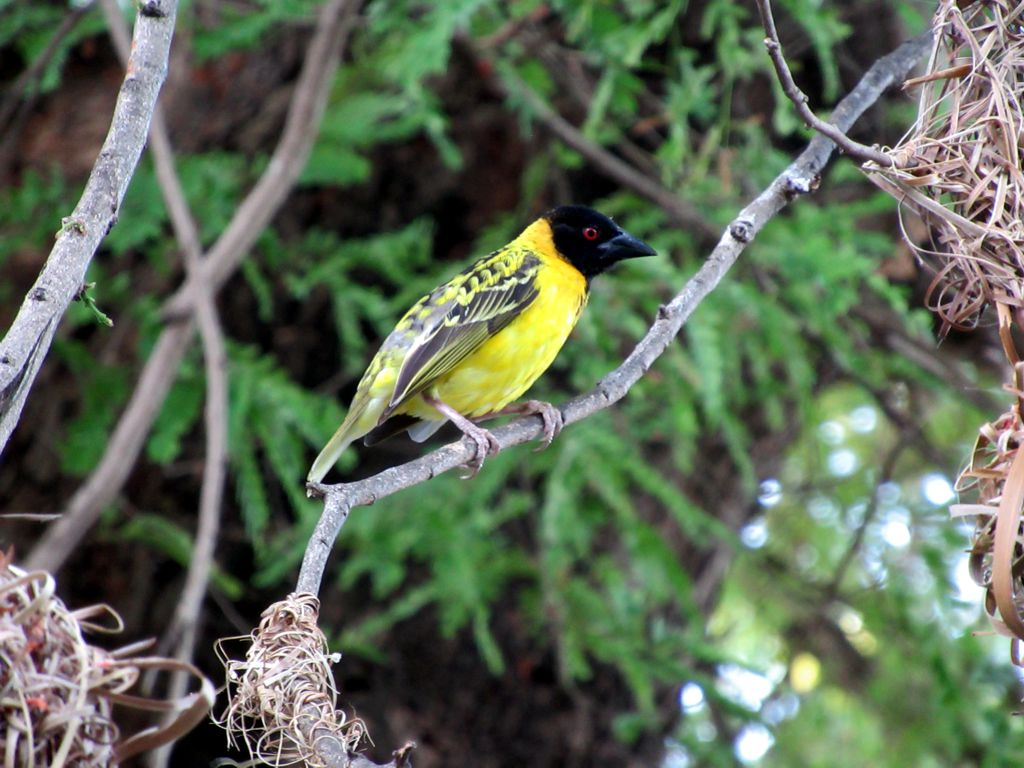
Der Dorfweber ist ein häufiger Vogel im Nationalpark

Der Nationalpark Quirimbas (englisch Quirimbas National Park, portugiesisch Parque Nacional das Quirimbas) ist einer von sechs Nationalparks in Mosambik. Er befindet sich in der Provinz Cabo Delgado im Norden von Mosambik und umfasst eine Fläche von 7506 km². Der Park erstreckt sich über die Distrikte Ibo, Quissanga, Metuge, Macomia, Meluco und Ancuabe. Wichtigster Teil des Nationalparks sind die elf südlichsten Inseln des Archipels Quirimbas im Indischen Ozean, der dem Park seinen Namen gab. Marine Habitate bilden 1522 km² der Gesamtfläche des Parks. Der weitaus größere Teil des Nationalparks, 5984 km², befindet sich dagegen auf dem Festland. Hier sind der Fluss Montepuez sowie der Bilibiza-See, ein Vogelschutzgebiet, hervorzuheben.
Der Nationalpark wurde mit Dekret des Tourismusministeriums Mosambiks vom 6. Juni 2002 errichtet. Seine Ausweisung kam unter maßgeblicher Unterstützung des World Wide Fund for Nature (WWF) zustande, der sich nach wie vor stark im Management des Parks engagiert.

## UNESCO-Welterbe
Seit 2018 ist der Nationalpark Teil des 14 800 km² großen UNESCO-Biosphärenreservats Quirimbas.

## Konflikte
In Dörfern über das Gebiet des Parkes verstreut leben mindestens 50 000 Menschen, wobei das einschlägige mosambikanische Gesetz in Nationalparken jegliche menschliche Tätigkeit, wie Landwirtschaft, Jagd, Fischerei etc. verbietet. Dennoch geht der Managementplan davon aus, dass Menschen im Gebiet des Nationalparks leben, und macht verschiedene Vorschläge für die Vereinbarkeit menschlicher Siedlungen und Subsistenzwirtschaft einerseits sowie Naturschutz und Tourismus andererseits. Wie auch in anderen Nationalparks der Welt
leidet die auf dem Gebiet des Parks lebende Bevölkerung allerdings unter dem sog. Konflikt „Mensch - wild lebende Tiere“ (engl. Human-wildlife conflict). Die größten Konflikte treten mit Elefanten auf, die Felder und Brunnen zerstören und auch für den Tod von Menschen verantwortlich sind.